# 2006年の映画/3月
- 4日
  - うつせみ（ 韓国・ 日本）
  - SPL/狼よ静かに死ね ( 香港)
  - 機動戦士ZガンダムIII A New Translation -星の鼓動は愛-（ 日本）
  - シリアナ（ アメリカ合衆国）
  - 送還日記 （ 韓国）
  - ドラえもん のび太の恐竜2006（ 日本/アニメ）
  - ナルニア国物語/第1章:ライオンと魔女（ アメリカ合衆国）
  - プリティ・ヘレン（ アメリカ合衆国）
  - ブロークバック・マウンテン（ アメリカ合衆国）
  - 力道山（ 日本）
  - リトル・ランナー（ カナダ）
  - ONE PIECE THE MOVIE カラクリ城のメカ巨兵（ 日本）
- 6日
  - かかしの旅（ 日本）
- 11日
  - イーオン・フラックス（ アメリカ合衆国）
  - ウォ・アイ・ニー（ 中国）
  - Waters（ 日本）
  - エミリー・ローズ（ アメリカ合衆国）
  - かもめ食堂（ 日本）
  - 超劇場版ケロロ軍曹（ 日本/アニメ）
  - ゴースト・ダンス（ 日本）
  - コルシカン・ファイル（ フランス）
  - 真救世主伝説 北斗の拳 ラオウ伝 殉愛の章（ 日本）
  - ステップ!ステップ!ステップ!（ アメリカ合衆国）
  - Touch the Sound （ ドイツ）
  - 峠/TOUGE（ 日本）
  - ヒストリー・オブ・バイオレンス（ アメリカ合衆国・ カナダ）
  - マクダル パイナップルパン王子 （ 日本）
  - まじめにふまじめ かいけつゾロリ なぞのお宝大さくせん（ 日本）
  - マンダレイ（ デンマーク）
  - メルキアデス・エストラーダの3度の埋葬（ アメリカ合衆国・ フランス）
  - ルート225（ 日本）
- 18日
  - ウェス・クレイヴン's カースド（ アメリカ合衆国）
  - ウォレスとグルミット 野菜畑で大ピンチ!（ イギリス/アニメ）
  - 子ぎつねヘレン（ 日本）
  - THE MYTH/神話（ 香港）
  - SPIRIT（ 中国）
  - ちゃんこ（ 日本）
  - トゥー・フォー・ザ・マネー（ アメリカ合衆国）
  - ナミイと唄えば（ 日本）
  - 南極物語（ アメリカ合衆国）
  - 変態村（ ベルギー・ フランス・ ルクセンブルク）
  - 放郷物語 THROWS OUT MY HOMETOWN（ 日本）
  - ラストデイズ（ アメリカ合衆国）
- 25日
  - 雨の町（ 日本）
  - ククーシュカ ラップランドの妖精（ ロシア）
  - サウンド・オブ・サンダー（ アメリカ合衆国・ ドイツ）
  - 大統領のカウントダウン（ ロシア）
  - ナイスの森〜The First Contact〜（ 日本）
  - 春が来れば（ 韓国）
  - まんじ（ 日本）
  - リトル・イタリーの恋（ オーストラリア・ イギリス）